# كنزل
كنزل هو حجر كريم ومن أندر أنواع الحجر الكريم وهو موجود بندرة في جبال الألب وله قيمة مادية وشفائية عالية إذ يتكون هذا الحجر من 365 نوع من المعادن الموجودة على الأرض وأكثرها معدن اليورانيوم مخلوط بمعدن نادر يسمى معدن كنزليم ومنه اشتق اسم الحجر الكريم كنزل من هذا المعدن النادر والذي يفوق بصلابته عن الماس ولمعانه عن الذهب الاصفر.[بحاجة لمصدر]
وجود الحجر الكريم في جبال الالب صعب على المنقبين عن الا حجار الكريمه العثور على هذا الحجر اذ تم اكتشاف الحجر لأول مرة في عام 1665 على يد المكتشف والمنقب الإيطالي فريد مارك.
حاول فريد مارك مكتشف حجر كنزل الكريم تحليل الحجر خلال الاعوام التي قضاها في البحث ولكنه لم يكتشف سوى 55 معدن داخل ذلك الحجر الكريم ولكن اكمل المكتشف وعالم البيئة رومتيك بيان تحليل باقي الحجر والذي اكتشف 310 من المعادن الأخرى التي يتكون منها هذا الحجر الكريم.